# Курбский, Ян Борис Дмитриевич
Князь Ян Дмитриевич Курбский (ум. 1672) — государственный деятель Великого княжества Литовского, подстолий, подкоморий и писарь упитский.

## Биография
Младший (второй) сын подкоморя упитского, князя Дмитрия Андреевича Курбского (1582—1649), от первого брака с Ядвигой Яновной Гружевской.
Был женат на Кристине Заранковне Гробовской (ум. 1673), от брака с которой детей не оставил.
В ноябре 1639 года ему были записаны владения в Боркладах и право распоряжаться ими в сумме не более 4 тысяч коп. Между 1639 и 1646 годами Ян Курбский получил должность подкомория упитского, в 1647 году был назначен подстолием упитским. Позднее он стал гродским писарем упитским.
В марте 1658 года Я. Д. Курбский и его жена К. Гробовская получили подтверждение на ленные владения Боркланы (Бокланы), Гатишки и Статишки с суммой в 4000 коп литовских грошей. К 1660 году Ян вместе с женой приобрели имение Митово в Вилькомирском повете. В случае смерти Яна половина Кричинина и половина Рогова должны были перейти его жене.
В 1661 году Ян Курбский и его жена получили подтверждение на упитские имения «правом ленным вечным» — половину Кричинина и поместье Боркланы с селами Боркланы, Довкнюны, Юсишки, Стасишки, Петришки, Залишки, половиной села Межюр в сумме 15 000 злотых. Старший брат Андрей Курбский, который считал Кричинин своим единовластным владением, выступил против и написал обращение к упитской шляхте, настаивая, что ленное имение Курбских неделимо и младший брат не имеет право записывать жене его часть. Спор между братьями Андреем и Яном Курбскими продолжался, но ни одной из сторон не удалось получить перевес.
После смерти своего старшего брата Андрея Ян Курбский 1 февраля 1669 года при поддержке воеводы смоленского Ежи Шумланского занял весь Кричинин и нанес ущерб хозяйству своей вдовы-невестки. Поветовый суд 13 марта того же года вынес постановление о передаче имения Яну Курбскому. 2 октября 1669 года польский король Михаил Корибут Вишневецкий в своем привилее закрепил право Яна Курбского и его потомков на родовое имение Кричинин.
Между Яном Курбским и Цецилией Гедройц (вдовой его старшего брата Андрея) началась судебный процесс из-за владения Кричинином. В феврале 1672 года Ян Курбский продал родовое имение Кричинин вместе с Боркланами за 50 тысяч злотых воеводе смоленскому, князю Григорию Казимиру Подберезскому. В марте того же года королевский суд принял декрет об отклонении претензий Цецилии Гедройц на недвижимость, но с предписанием выплатить ей 8 тысяч злотых. В апреле-июле 1672 года сделка Курбского с Подберезским была подтверждена согласием короля на продажу.
29 июня 1672 года Ян Дмитриевич Курбский составил завещание. Писарь упитский просил похоронить себя без «светской помпы», оставил жене всю сумму (17 тыс. злотых) на имении Мущниках и 10 из 30 тысяч злотых на Криничине. После смерти жены Ян Курбский завещал передать 4000 злотых своим дальним родственникам, а остаток раздать слугам по их службе. Опекунами своей жены Ян Курбский назначил двоюродного брата, тиуна Великих Дирвян и хорунжего жемайтского Яна Гружевского, и стольника брестского Павла Горбовского.
После смерти Яна Курбского его вдова Кристина, за неимением детей, завещала остаток имений католической церкви и дальним родственникам.